# 澄溪镇
澄溪镇位于重庆市垫江县南部，距垫江县县城17公里，面积59平方公里，主镇区与重庆市长寿区海棠镇主镇区相连。澄溪镇是重庆市经济百强镇之一，也是重庆市市级中心镇，同时还是全国重点镇。

## 行政区划
澄溪镇共下辖6个居委会和7个村委会
- 居委会
  1. 南华社区居委会
  2. 双桂社区居委会
  3. 向阳社区居委会
  4. 民心社区居委会
  5. 永兴社区居委会
  6. 胜利社区居委会

- 村委会
  1. 高兴村委会
  2. 十字村委会
  3. 通集村委会
  4. 大雷村委会
  5. 龙兴村委会
  6. 丰胜村委会
  7. 人和村委会[7]

## 经济情况
2014年，澄溪镇实现公共财政收入7300万元，全年财政总收入为13724万元，年度财政结转资金6500万元；招商引资到位资金13.5亿元,全社会固定资产投资20.13亿元；农民人均纯收入11827元。